# اتحاد قوة المصارعة المحترفة الدولية
اتحاد قوة المصارعة المحترفة الدولية (بالإنجليزية: Union of Professional Wrestling Force International)‏ كان الترويج لمصارعة المحترفين بأسلوب مصارعة شوت في اليابان من 1991 إلى 1996.